# Amani-Kinderdorf
Der Verein Amani Kinderdorf e.V. baut und betreibt Dörfer für bedürftige Kinder in Tansania und fördert ihre schulische und berufliche Bildung. Ein Amani-Kinderdorf gibt es in Kilolo, in der Nähe der Stadt Iringa. Das zweite Amani-Kinderdorf befindet sich ebenfalls in der Nähe von Iringa, in dem kleinen Dorf Kitwiru. Amani ist Swahili und bedeutet übersetzt „Frieden“.

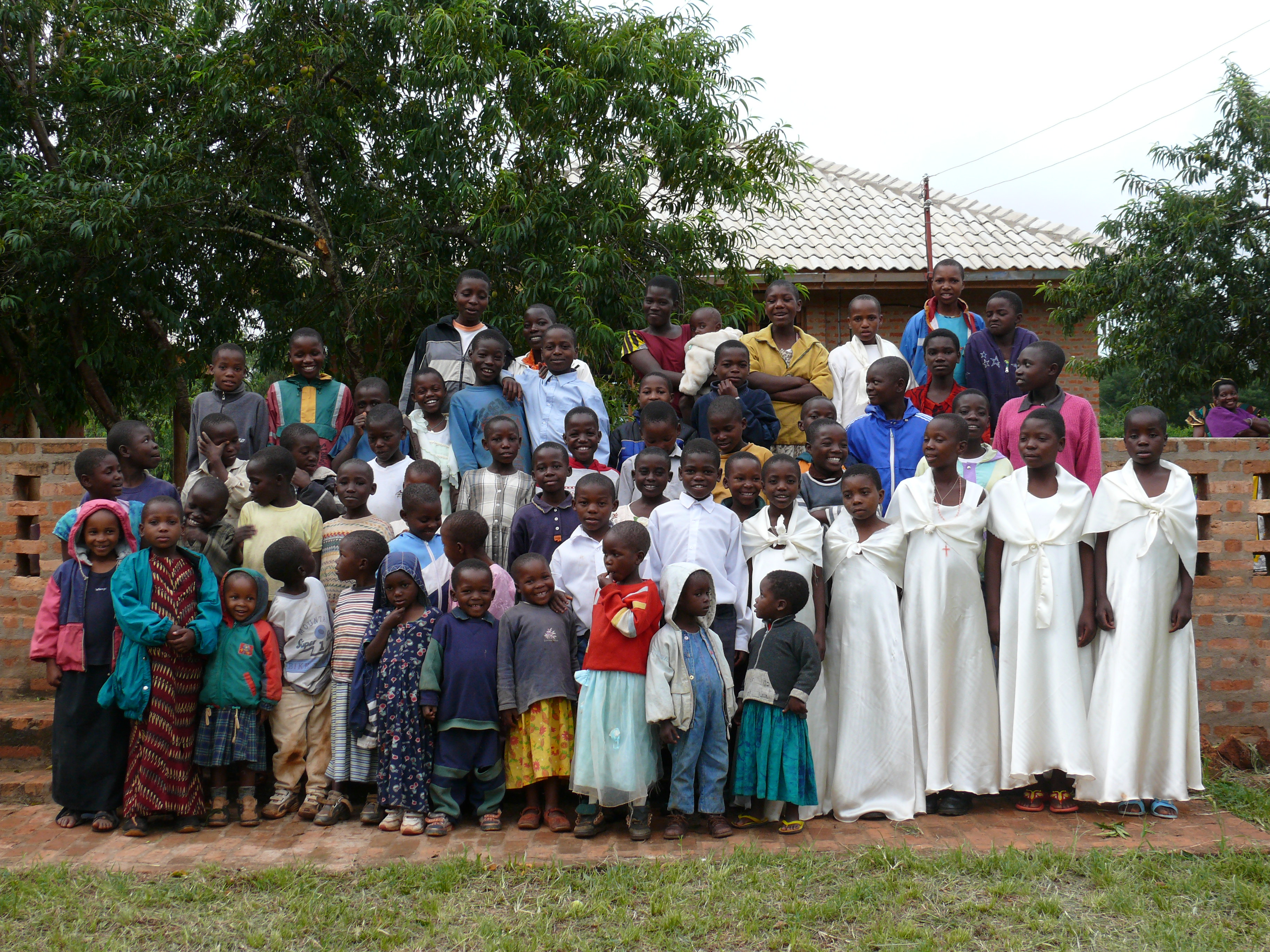
Kinder des Kinderdorfs während einer Erstkommunionfeier

## Geschichte
Der im Jahr 2001 gegründete Amani Kinderdorf e.V. hat es sich zur Aufgabe gesetzt,  in Tansania Dörfer für bedürftige Kinder zu bauen und zu betreiben. Landesweit gibt es viele Kinder, die einer umfassenden Betreuung bedürfen, da ihre Familien nicht in der Lage sind, sie zu versorgen. Im Gründungsjahr wurde mit dem Bau der ersten Häuser im Kinderdorf in Kilolo in der Region Iringa im südlichen Hochland Tansanias begonnen. 2009 bestand das Amani-Kinderdorf Kilolo aus sechs Kinderhäusern und war damit komplett.
Im Jahr 2010 wurde mit dem Bau des zweiten Kinderdorfs in Kitwiru begonnen. Sechs Kinderhäuser, ein kombiniertes Staff- und Gästehaus und ein Gebäude mit Schulungsraum sind mittlerweile bezogen worden und ein Versammlungsraum ist fertiggestellt worden. Somit ist auch dieses Kinderdorf komplett.

## Aufbau und Versorgung
Das Kinderdorf Kilolo besteht neben den Kinderhäusern aus einem Gemüsegarten und einer kleinen Farm. Durch den Anbau von Mais, Gemüse und Obst soll eine partielle Selbstversorgung garantiert sein.
Durch weitere Aktivitäten, wie den Bau eines Wasserkraftwerks und einer Schreinerei, soll das Kinderdorf mittelfristig zumindest teilweise unabhängig von Spenden gemacht werden. Auch im Kinderdorf Kitwiru werden Gemüse, Obst und Mais angebaut.

## Schwerpunkte
Zwölf bis fünfzehn Kinder, zusammen mit einer Hausmutter und einer Helferin, leben jeweils in einem Haus und bilden eine Familie. Sie besuchen die örtliche Primarschule und werden im Kinderdorf bei den Hausaufgaben und durch Förderunterricht unterstützt. Sie werden auch nach Abschluss der Primarschule weiterhin gefördert, so dass der Besuch einer weiterführenden Schule und eine berufliche Bildung gesichert sind. Alle Aktivitäten in Tansania werden in enger Kooperation mit der einheimischen Bevölkerung und den örtlichen Behörden koordiniert. Durch einen Bildungsfonds werden auch die Schulen, die die Kinder der Kinderdörfer besuchen, gefördert.

## Freiwilligendienste
Amani Kinderdorf e.V. betreibt in Tansania momentan sieben Freiwilligenstellen, die mit deutschen Freiwilligen besetzt werden und über das weltwärts-Programm der deutschen Bundesregierung laufen.
Zwei Freiwillige sind direkt im Kinderdorf als Schreiner eingesetzt. Ein Freiwilliger arbeitet als Assistenzlehrer in der Kilolo Secondary School, beaufsichtigt die Hausaufgaben und gibt Förderunterricht im Kinderdorf. Zwei Freiwillige vermitteln Computerkenntnisse an der Ipogolo Secondary School in unmittelbarer Nähe zum Kinderdorf Kitwiru, in dem sie auch unterstützend tätig sind. Seit August 2018 sind auch zwei Freiwilligenstellen an der Cagliero Girls’ Secondary School eingerichtet worden, bei denen es schwerpunktmäßig ebenfalls um Computerunterricht geht.

## Finanzierung
Der Einsatz des Amani Kinderdorf e.V. wird durch Spenden finanziert. Dessen Vorstand arbeitet ehrenamtlich. Vom Verein aus werden die Ausgaben vor Ort regelmäßig mehrmals im Jahr kontrolliert.